# Pančo Vladigerov
Pančo Charalanov Vladigerov, bulharsky Панчо Хараланов Владигеров (13. březen 1899, Curych – 8. září 1978, Sofie) byl bulharský hudební skladatel a klavírista. Ve svém díle kombinoval klasickou hudbu s motivy bulharského folklóru.

## Život
Narodil se ve Švýcarsku bulharskému otci a rusko-židovské matce (její jméno za svobodna bylo Eliza Pasternaková a existují spekulace o jejím spříznění se slavným spisovatelem Borisem Pasternakem). Její otec Leon Pasternak, Pančův dědeček, byl významným matematikem a šachovým velmistrem, a právě on dal Pančovi první hudební vzdělání. Pančo měl ještě bratra-dvojče, Lubena Vladigerova, který se stal houslistou.
Roku 1910, po smrti otce, se jeho rodina přestěhovala do bulharské Sofie. Zde se stal žákem bulharského hudebního skladatele Dobri Christova (žáka Antonína Dvořáka). Později, od roku 1912, ho na Staatliche Akademische Hochschule für Musik v Berlíně vedl rusko-švýcarský skladatel Paul Juon (v oboru skladby) a Karl Heinrich Barth (v oboru klavíru).
Po absolvování v roce 1920 zůstal v Berlíně a stal se zde hudebním ředitelem Deutsches Theater, kde úzce spolupracoval se slavným režisérem Maxem Reinhardtem. Roku 1932 se vrátil do Sofie, kde se stal profesorem na hudební akademii a významným pedagogem. Jeho žákem byl například pianista Alexis Weissenberg, jehož vedl od jeho tří let.

## Dílo
Pozici národního autora mu zajistila především jeho rapsodie Vardar, někdy zvaná též Bulharská rapsodie (opus 16), která má silný vlastenecký náboj. Napsal ji roku 1922. Velmi oceňovaná je i Židovská poema (opus 47), kde vzdal hold hudební tradici, kterou mu zprostředkoval jeho děd. Za tuto poemu roku 1952 získal od bulharské vlády Dimitrovovu cenu, tehdy nejvyšší umělecké ocenění v zemi. Napsal i jednu operu, roku 1936, a to Cara Kalojana (opus 30), a také jeden balet, Legendu o jezeře (opus 40).